# Ictíneo II
Il sommergibile Ictíneo II, progettato e costruito nel 1856 da Narciso Monturiol I Estarriol (1819-1885), socialista ed utopista spagnolo, fu uno dei precursori dei sottomarini. Costruito a Barcellona, in legno e con calafataggio in pece, fu varato il 28 giugno e 23 settembre riuscì a rimanere sommerso per più di 2 ore; l'obiettivo era quello di costruire un battello per scopi scientifici ed esplorativi, ma non convinse i potenziali acquirenti e venne infine rottamato. A differenza del suo predecessore Ictineo I, propulso dall'uomo, questo aveva un motore a vapore.